# Cratere Bled
Bled  è un cratere sulla superficie di Marte.